# 544年
| 千纪： | 1千纪 |
| 世纪： | 5世纪 \| 6世纪 \| 7世纪                                                                                  |
| 年代： | 510年代 \| 520年代 \| 530年代 \| 540年代 \| 550年代 \| 560年代 \| 570年代                                |
| 年份： | 539年 \| 540年 \| 541年 \| 542年 \| 543年 \| 544年 \| 545年 \| 546年 \| 547年 \| 548年 \| 549年          |
| 纪年： | 甲子年（鼠年）；南朝梁大同十年；高昌章和十四年；东魏武定二年；西魏大统十年；新罗建元九年；万春国天德元年 |

## 大事记
- 拜占庭帝國於哥德戰爭滅東哥德王國。
- 李賁自稱「南越帝」，改元天德（亦作大德），建立國號「萬春」，定都龍編。
- 其他
  - 贾思勰著《齐民要术》成书。
  - 置岷州并同和郡，改原临洮县为溢乐县，岷州、同和郡治溢乐县（今岷县）

## 出生
- 楊素，北周、隋朝軍事家。
- 獨孤伽羅，隋朝隋文帝皇后。
- 劉焯，隋朝天文學家。
- 高延宗，北齐宗室大臣、名将。
- 贺若弼，北周隋朝时期名将，北周金州刺史贺若敦之子。
- 宇文孝伯，南北朝时期西魏、北周官员、将领。

## 逝世
- 賀拔勝，北魏、西魏的軍事家。
- 元湛，东魏广阳王。